# 维斯维莱尔
维斯维莱尔（法語：Wiesviller，法語發音：[visvilɛʁ]；洛林法兰克语：Wiiswiller）是法国摩泽尔省的一个市镇，属于萨尔格米讷区。

## 地理
维斯维莱尔（49°4'49"N, 7°9'53"E）面积8.83 平方千米，位于法国大東部大區摩泽尔省，该省份为法国东北部内陆省份，是洛林的一部分，西南接默尔特-摩泽尔省，东临下莱茵省，北与卢森堡和德国接壤。
与维斯维莱尔接壤的市镇（或旧市镇、城区）包括：阿亨、布利斯布吕克、布利斯埃贝尔桑、萨兰斯曼、维特兰、沃尔夫兰-莱萨尔格米讷、泽坦。

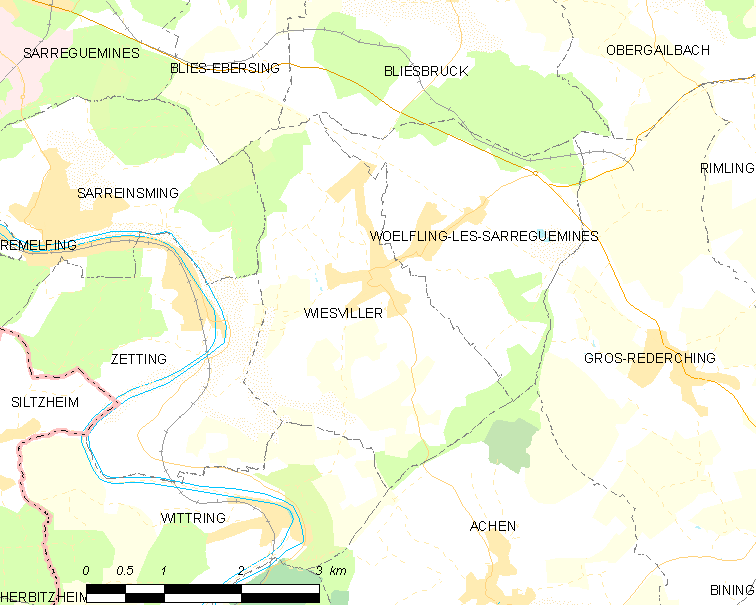
维斯维莱尔的OSM定位图

维斯维莱尔的时区为UTC+01:00、UTC+02:00（夏令时）。

## 行政
维斯维莱尔的邮政编码为57200，INSEE市镇编码为57745。

## 政治
维斯维莱尔所属的省级选区为萨尔格米讷县。

## 人口

1962-2008年间维斯维莱尔人口变化图示

维斯维莱尔于2022年1月1日时的人口数量为908人。